# فلاووگالونیک اسید
فلاووگالونیک اسید (به انگلیسی: Flavogallonic acid) با فرمول شیمیایی C۲۱H۱۴O۱۲ یک ترکیب شیمیایی است. 